# Колесников, Олег Алексеевич
Оле́г Алексе́евич Коле́сников (род. 11 сентября 1968, пос. Красногорский, Еманжелинский район, Челябинская область) — российский предприниматель, государственный и политический деятель, депутат Государственной думы Федерального собрания Российской Федерации V, VI, VII созывов. В Думе V созыва был членом фракции ЛДПР, в VI и VII созывах — член фракции «Единая Россия», член комитета Государственной Думы по безопасности и противодействию коррупции.
Из-за вторжения России на Украину, находится под международными санкциями Евросоюза, США, Великобритании и ряда других стран

## Образование и работа
В 1992 году окончил энергетический факультет Челябинского государственного политехнического института (ныне - Южно-Уральский государственный университет). В 1987 году был призван на армейскую службу, имеет звание «лейтенант запаса». В возрасте 21 года, являясь студентом, начал свою трудовую деятельность. С 1989 года работал помощником брокера на бирже, брокером, заместителем директора фондовой биржи, занимался предпринимательской деятельностью.
В период с 1996 по 1998 год работал в челябинской сети аптек «Классика» помощником руководителя по коммерческим и экономическим вопросам, затем возглавил предприятие. В 2000 году стал совладельцем аптечной сети. С этого времени началась активная предпринимательская деятельность. Позднее в созданный им холдинг «Платина» вошли несколько торговых комплексов и предприятий общепита, гостиница «Челябинск», Аргаяшская птицефабрика, Челябинский лакокрасочный завод, ООО «Капитал», основным профилем которого являлась покупка и продажа недвижимости.

## Политическая деятельность
В декабре 2005 года избран депутатом Законодательного собрания Челябинской области. В декабре 2007-го – депутатом Государственной Думы от партии ЛДПР. Входил в состав Комитета по аграрным вопросам.
В декабре 2011 года вновь избран депутатом Государственной Думы в составе списка «Общероссийского Народного Фронта».
В сентябре 2016 года баллотировался в Государственную Думу от партии "Единая Россия" в Госдуму VII созыва, избран депутатом по одномандатному избирательному округу № 193.
С 2007 по 2019 год, исполняя полномочия депутата Государственной Думы V, VI и VII созывов, выступил соавтором 24 законодательных инициатив и поправок к проектам федеральных законов.

## Общественная и благотворительная деятельность
Является Президентом Федерации «Айкидо Айкикай» России, сменив на этом посту Сергея Кириенко. Оказывает поддержку спортивным и общественным организациям, деятелям культуры, ветеранам, детям с ограниченными возможностями.
С 2012 года занимается восстановлением Храма в честь Вознесения Господня в поселке Красносельском Челябинской области. Входит в состав попечительского совета по строительству Кафедрального собора Рождества Христова в Челябинске, оказывает поддержку в строительстве мечетей Духовному управлению мусульман Челябинской области.

## Санкции
23 февраля 2022 года внесён в санкционные списки стран Евросоюза за действия и политику, которые подрывают территориальную целостность, суверенитет и независимость Украины и еще больше дестабилизируют Украину.
24 февраля 2022 года включён в санкционный список Канады «близких соратников режима» за голосование о признании независимости «так называемых республик в Донецке и Луганске».
24 марта 2022 года, на фоне вторжения России на Украину, включён в санкционный список США за «соучастие в войне Путина» и «поддержку усилий Кремля по вторжению в Украину», Госдеп США заявил что депутаты Госдумы используют свои полномочия для преследования инакомыслящих и политических оппонентов, нарушают свободу информации, ограничивают права человека и основные свободы граждан России.
Позднее, по аналогичным основаниям, включён в санкционные списки Великобритании, Швейцарии, Австралии, Японии, Украины и Новой Зеландии.

## Семья и увлечения
Женат, супруга Лена Рафиковна Колесникова – председатель Конгресса татар Челябинской области, депутат Законодательного собрания Челябинской области. В семье трое детей. Свободное время посвящает чтению, занятиям спортом, путешествиям по России.

## Награды
- Знак отличия «За заслуги перед Челябинской областью» (2012).
- Лауреат премии «Человек года» по версии журнала «Деловой квартал» (2011).
- Медаль «За отвагу» (ДНР, 2023)[12][13]
- Орден Мужества (2023)[14][15]